# Seoul International Drama Awards
O Seul International Drama Awards (Hangul:  서울 국제 드라마 어워즈 ), simplesmente conhecido como SDA, é uma cerimônia de premiação realizada em Seul, Coreia do Sul, que reconhece as melhores produções televisivas internacionais.

## Vencedores

### Grande Prêmio (Daesang)

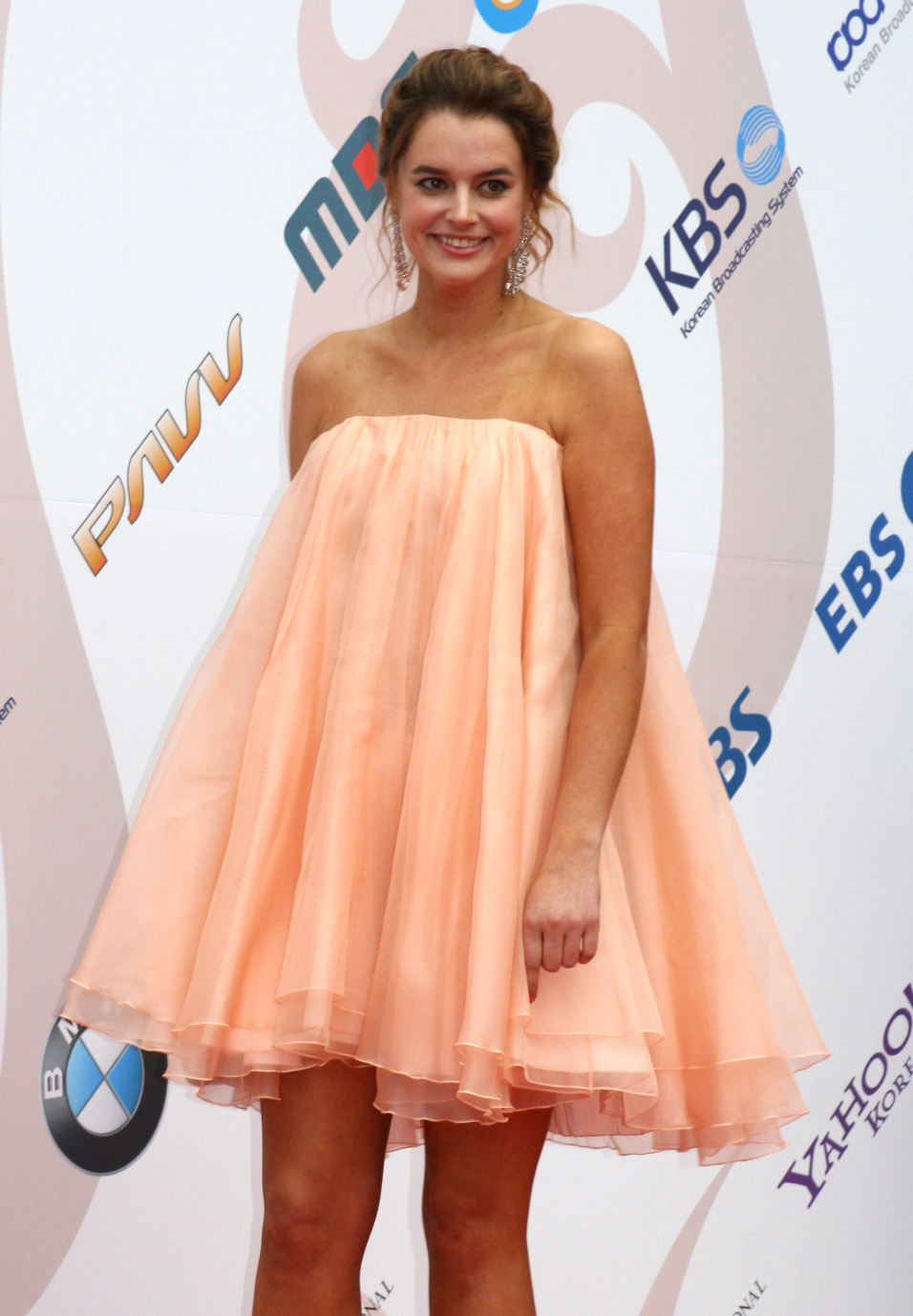
A atriz norueguesa Charlotte Frogner participou do Seoul International Drama Awards em 2009.

| Ano  | Grande Prêmio                 | Ref.                |
| ---- | ----------------------------- | ------------------- |
| 2008 | Missing                       |                     |
| 2009 | Memoirs in China              | [ 2 ] [ 3 ]         |
| 2010 | Shoe-shine Boy                | [ 4 ]               |
| 2011 | Three Kingdoms                | [ 5 ]               |
| 2012 | Deep Rooted Tree              | [ 6 ]               |
| 2013 | Prisoners of War Season 2     | [ 7 ] [ 8 ]         |
| 2014 | Kaboul Kitchen Season 2       | [ 9 ] [ 10 ] [ 11 ] |
| 2015 | Naked Among Wolves            | [ 12 ] [ 13 ]       |
| 2016 | The Night Manager             | [ 14 ]              |
| 2017 | This is Us                    |                     |
| 2018 | Babylon Berlin (Germany)      |                     |
| 2019 | On the Spectrum (Israel)      |                     |
| 2020 | Orphans of a Nation (Brazil)  |                     |
| 2021 | Missing Child (Korea)         |                     |
| 2022 | Help (U.K.)                   |                     |
| 2023 | The Fragile Colossus (France) |                     |
| 2024 | Justice: Misconduct (Brazil)  |                     |

### Programa
Os vencedores receberam o prêmio "Golden Bird", e os vice-campeões o prêmio "Silver Bird".
| Ano  | Melhor Telefilme                                                                         | Melhor Mini-series | Melhor Série Dramática                                    | Melhor Série Juvenil                                                           | Melhor Comédia | Prêmio Espacial                                                                                          | Prêmio Especial do Juri                                                        | Ref.          |
| ---- | ---------------------------------------------------------------------------------------- | --- | --------------------------------------------------------- | ------------------------------------------------------------------------------ | -------------- | --- | ------------------------------------------------------------------------------ | ------------- |
| 2006 | The Violin Vice-campeão:What Shall We Expect Tomorrow?                                   | My Lovely Sam Soon Vice-campeão: Watch for the Happiness Vice-campeão: Crying out Love, in the Center of the World                 | Qiao's Grand Courtyard Vice-campeão: Emperor of the Sea   | —                                                                              | —              | — | Holed Slipper for Hamdani Saya Saya White Walls                                |               |
| 2007 | A Dwarf Launches a Little Ball Vice-campeão: Prime Suspect: The Final Act                | Nodame Cantabile Vice-campeão: The Tudors                                                                                          | The Great Revival Vice-campeão: Remember When             | Mortified Vice-campeão: Jump 2                                                 | —              | The Iron Handed Phantom - Mayavi Vice-campeão: KHALA Word of Honor Vice-campeão: Remembering - Jail Bars | Can                                                                            |               |
| 2008 | Devastation Vice-campeão: Kobra's Decision                                               | Ella Blue Vice-campeão: Predefinição:Country data Great Britain Skins                                                              | Hero Without a Name Vice-campeão: Golden Bride            | Jungle Fish Vice-campeão: Predefinição:Country data Great Britain Ballet Shoes | —              | The Tutor Vice-campeão: Secrets of This House                                                            | —                                                                              |               |
| 2009 | The Englishman's Boy Vice-campeão: The Shopping Trip                                     | Maria Vice-campeão: Beethoven Virus                                                                                                | The Slingshot Vice-campeão: The Cartel                    | —                                                                              | —              | Token Fighting Spiders Eva Fonda                                                                         | Taipei 24H Live a Luxurious and Dissipated Life                                | [ 2 ] [ 3 ]   |
| 2010 | The Summit Vice-campeão: Predefinição:Country data Great Britain The Day of the Triffids | The Slave Hunters Vice-campeão: Jin                                                                                                | Queen Seondeok Vice-campeão: Murdoch Mysteries season 3   | —                                                                              | —              | Ghost season 2 Pavitra Rishta Where is Elisa?                                                            | Yeh Rishta Kya Kehlata Hai                                                     | [ 4 ]         |
| 2011 | Shades of Happiness Vice-campeão: When Harvey Met Bob                                    | Predefinição:Country data Great Britain Luther Vice-campeão: The Pillars of the Earth                                              | In the Name of Honour Vice-campeão: Passione              | —                                                                              | —              | Eagle Four The Amazing Extraordinary Friends season 5 The Dandelion                                      | —                                                                              | [ 5 ]         |
| 2012 | Homevideo Vice-campeão: Calm at Sea                                                      | Predefinição:Country data Great Britain Great Expectations Vice-campeão: Predefinição:Country data Great Britain Sherlock series 2 | The Princess' Man Vice-campeão: The Firm                  | —                                                                              | —              | Remembering - Fist EZEL The Bomber                                                                       | —                                                                              | [ 6 ]         |
| 2013 | The Jewish Cardinal Vice-campeão: Welcome and...Our Condolences                          | Generation War Vice-campeão: The Half Brother                                                                                      | Grand Hotel season 2 Vice-campeão: The Chaser             | —                                                                              | —              | The Perfect Day Salam, New York!                                                                         | Yeh Rishta Kya Kehlata Hai                                                     | [ 7 ] [ 15 ]  |
| 2014 | Barefoot on Red Soil Vice-campeão: The Fat & The Angry                                   | Mammon Vice-campeão: Good Doctor                                                                                                   | Empress Ki Vice-campeão: Medcezir                         | —                                                                              | —              | Baby Cans Galileo season 2                                                                               | —                                                                              | [ 10 ] [ 11 ] |
| 2015 | The Good Sister                                                                          | Misaeng | Jikulumessu                                               | —                                                                              | —              | — | Deng Xiaoping at History's Crossroads Home Away from Home The American Letters |               |
| 2016 | Don’t Leave Me Vice-campeão: Sabena Hijacking: My Version                                | Deutschland 83 Vice-campeão: Mr. Robot                                                                                             | Six Flying Dragons Vice-campeão: A Scholar Dream of Woman | —                                                                              | Baskets        | — | Journey Kara Sevda                                                             | [ 14 ]        |
| 2017 | Redemption Road Vice-campeão: Red Teacher                                                | Please, Love Me Vice-campeão: Deep Water                                                                                           | Escrava Mãe Vice-campeão: Brave and Beautiful             | —                                                                              | Fleabag        | — | We Are One P.O.W – Bandi Yudh Ke                                               |               |

### Individual
| Ano  | Melhor Ator                                           | Melhor Atriz                                                                          | Melhor Diretor                                                               | Melhor Roteirista                                                                         | Melhor Diretor de Fotografia                        | Melhor Diretor Musical                     | Melhor Diretor de Arte          | Ref.                      |
| ---- | ----------------------------------------------------- | ------------------------------------------------------------------------------------- | ---------------------------------------------------------------------------- | ----------------------------------------------------------------------------------------- | --------------------------------------------------- | ------------------------------------------ | ------------------------------- | ------------------------- |
| 2006 | Michael Therriault for Prairie Giant                  | Lu Yuan for Watch for the Happiness                                                   | Akihiko Ishimaru for Crying out Love, in the Center of the World             | Patrick Bucley for Family Portrait                                                        | Kim Seung-hwan for Emperor of the Sea               | Taro Iwashiro for The Violin               | Min Eon-ok for Princess Hours   |                           |
| 2007 | Takuya Kimura for The Grand Family                    | Predefinição:Country data Great Britain Helen Mirren for Prime Suspect: The Final Act | Takeuchi Hideki for Nodame Cantabile                                         | Predefinição:Country data Great Britain Frank Deasy for Prime Suspect: The Final Act      | Shi Luan for The Great Revival                      | Takeuchi Hideki for Nodame Cantabile       | Lee Cheol-ho for Hwang Jini     |                           |
| 2008 | Dvir Benedek for The Tutor                            | Pan Li-li for Artemisia                                                               | Carlos Sedes, Manuel Palacios for Missing                                    | Gao Mantang, Sun Jianye for Chuang Guandong                                               | Piotr Wojtowicz for Let's Go to the Movies Tomorrow | Braam Du Toit, Ronelle Loots for Ella Blue | Huo Wan for Hero Without a Name |                           |
| 2009 | Akira Kume for The Shopping Trip                      | Charlotte Frogner for Maria                                                           | Predefinição:Country data Great Britain Duane Clark for XIII: The Conspiracy | Marc Didden for The Emperor of Taste                                                      | —                                                   | —                                          | —                               | [ 2 ] [ 3 ] [ 16 ] [ 17 ] |
| 2010 | Carl-Kristian Rundman for Easy Living                 | Margôt Ros, Maike Meijer for Tower C                                                  | Nick Copus for The Summit                                                    | Predefinição:Country data Great Britain Craig Warner for The Last Days of Lehman Brothers | —                                                   | —                                          | —                               | [ 4 ]                     |
| 2011 | Chen Jianbin for Three Kingdoms                       | Na Moon-hee for It's Me, Grandma                                                      | Miguel Alexandre for Shades of Happiness                                     | Albert Espinosa for The Red Band Society                                                  | —                                                   | —                                          | —                               | [ 18 ] [ 5 ]              |
| 2012 | Jonas Nay for Homevideo                               | Christine Neubauer for Hanna's Decision                                               | Predefinição:Country data Great Britain Brian Kirk for Great Expectations    | Predefinição:Country data Great Britain Sarah Phelps for Great Expectations               | —                                                   | —                                          | —                               | [ 6 ]                     |
| 2013 | Lee Moon-sik for Sangkwon                             | Lucy Liu for Elementary                                                               | Philipp Kadelbach for Generation War                                         | Lars Lundström for Real Humans                                                            | —                                                   | —                                          | —                               | [ 7 ] [ 15 ]              |
| 2014 | Edgar Selge for A Blind Hero - The Love of Otto Weidt | Kim Hee-ae for Secret Love Affair                                                     | Cecilie Mosli for Mammon                                                     | María Jaén for Barefoot on Red Soil                                                       | —                                                   | —                                          | —                               | [ 10 ] [ 11 ]             |
| 2015 | Engin Akyürek for Kara Para Aşk                       | Simona Stašová for The Self Lover                                                     | —                                                                            | —                                                                                         | —                                                   | —                                          | —                               |                           |
| 2016 | Azat Seitmetov for Father                             | Samia Sassi for Don’t Leave Me                                                        | Susanne Bier for The Night Manager                                           | Eva Spreitzhofer for Little Big Voice                                                     | —                                                   | —                                          | —                               | [ 14 ]                    |
| 2017 | Kerem Bürsin for Heart of the City                    | Alexandra Nikiforova for Anna Detective                                               | Urs Egger for Gotthard                                                       | Rodica Doehnert for Das Sacher                                                            | —                                                   | —                                          | —                               |                           |

### Hallyudrama
| Ano  | Grande Prêmio     | Prêmio Top Excelência     | Prêmio Excelência          | Melhor Ator                                            | Melhor Atriz                                                     | Melhor Diretor                       | Melhor Roteirista                                 | Melhor trilha sonora original (OST)                                                 | Ref.                 |
| ---- | ----------------- | ------------------------- | -------------------------- | ------------------------------------------------------ | ---------------------------------------------------------------- | ------------------------------------ | ------------------------------------------------- | ----------------------------------------------------------------------------------- | -------------------- |
| 2010 | The Slave Hunters | —                         | —                          | Jang Hyuk for The Slave Hunters Lee Byung-hun for IRIS | Go Hyun-jung for Queen Seondeok Han Hyo-joo for Brilliant Legacy | Kwak Jung-hwan for The Slave Hunters | Kim Young-hyun, Park Sang-yeon for Queen Seondeok | —                                                                                   | [ 19 ] [ 4 ] [ 20 ]  |
| 2011 | —                 | Mary Stayed Out All Night | Sungkyunkwan Scandal       | Park Yoo-chun for Sungkyunkwan Scandal                 | Moon Geun-young for Mary Stayed Out All Night                    | Shin Woo-chul for Secret Garden      | Kim Eun-sook for Secret Garden                    | Baek Ji-young for That Woman (Secret Garden)                                        | [ 21 ] [ 5 ]         |
| 2012 | —                 | Rooftop Prince            | The King 2 Hearts          | Park Yoo-chun for Rooftop Prince                       | Han Ji-min for Rooftop Prince                                    | —                                    | —                                                 | Taeyeon for Missing You Like Crazy (The King 2 Hearts)                              | [ 6 ] [ 22 ] [ 23 ]  |
| 2013 | —                 | Arang and the Magistrate  | Queen of Ambition          | Lee Joon-gi for Arang and the Magistrate               | Bae Suzy for Gu Family Book                                      | —                                    | —                                                 | Kim Jaejoong for Living Like a Dream (Dr. Jin)                                      | [ 8 ] [ 15 ] [ 24 ]  |
| 2014 | —                 | My Love from the Star     | The Heirs                  | Kim Soo-hyun for My Love from the Star                 | —                                                                | —                                    | —                                                 | Lyn for My Destiny (My Love from the Star)                                          | [ 10 ] [ 11 ] [ 25 ] |
| 2015 | —                 | Kill Me, Heal Me          | Gunman in Joseon Pinocchio | Lee Joon-gi for Gunman in Joseon                       | Hwang Jung-eum for Kill Me, Heal Me                              | —                                    | —                                                 | Taeyeon for Love, That One Word (You're All Surrounded)                             | [ 13 ]               |
| 2016 | —                 | Descendants of the Sun    | The Flower in Prison       | Song Joong-ki for Descendants of the Sun               | Shin Min-a for Oh My Venus                                       | —                                    | —                                                 | Gummy for You Are My Everything (Descendants of the Sun)                            | [ 14 ]               |
| 2017 | —                 | Love in the Moonlight     | W Doctors                  | Park Bo-gum for Love in the Moonlight                  | Park Bo-young for Strong Woman Do Bong-soon                      | —                                    | —                                                 | Ailee for I Will Go to You Like the First Snow (Guardian: The Lonely and Great God) |                      |

### Voto popular
| Year | Melhor Série Estrangeira                                        | Drama popular             | Ator popular | Atriz popular                                                                                       | Novo Prêmio Tendência      | Prêmio Ásia Star Grand                         | Prêmio Ásia Star                                                        | Mango TV Popularity Award       | Ref.                       |
| ---- | --------------------------------------------------------------- | ------------------------- | --- | --------------------------------------------------------------------------------------------------- | -------------------------- | ---------------------------------------------- | ----------------------------------------------------------------------- | ------------------------------- | -------------------------- |
| 2008 | —                                                               | Time Between Dog and Wolf | Lee Joon-gi for Time Between Dog and Wolf                                                                                   | Nam Sang-mi for Time Between Dog and Wolf                                                           | —                          | —                                              | —                                                                       | —                               |                            |
| 2009 | CSI Predefinição:Country data Great Britain Doctor Who series 4 | Boys Over Flowers         | Kim Hyun-joong for Boys Over Flowers                                                                                        | Moon Geun-young for Painter of the Wind                                                             | —                          | —                                              | —                                                                       | —                               | [ 2 ] [ 26 ] [ 27 ] [ 28 ] |
| 2010 | NCIS season 7                                                   | —                         | Lee Seung-gi for Brilliant Legacy                                                                                           | Ruby Lin for Beauty's Rival in Palace Charmaine Sheh for Beyond the Realm of Conscience             | —                          | —                                              | —                                                                       | —                               | [ 18 ]                     |
| 2011 | The Walking Dead                                                | —                         | Park Yoo-chun for Sungkyunkwan Scandal Ryunosuke Kamiki for Threads of Our Hearts Yu Xiaotong for The Dream of Red Mansions | Jian Man-shu for Where the Rain Never Stops Charmaine Sheh for Can't Buy Me Love                    | —                          | —                                              | —                                                                       | —                               | [ 5 ]                      |
| 2012 | Bu Bu Jing Xin                                                  | —                         | Park Yoo-chun for Rooftop Prince Nicky Wu for Bu Bu Jing Xin                                                                | Aoi Miyazaki for Lady Butterfly - Daughter of a Samurai Wang Ding-zhu for Days We Stared at the Sun | —                          | —                                              | —                                                                       | —                               | [ 6 ]                      |
| 2013 | Mistresses                                                      | —                         | Jung Yunho for Queen of Ambition Nicky Wu for Chinese Detective Renn Kiriyama for Switch Girl!! season 2                    | Ya-chi Hsu for Are You Christine?                                                                   | —                          | —                                              | —                                                                       | —                               | [ 7 ] [ 15 ]               |
| 2014 | Predefinição:Country data Great Britain Sherlock series 3       | —                         | Kim Soo-hyun for My Love from the Star Joe Cheng for Love Actually Hu Ge for Life Revelation                                | —                                                                                                   | —                          | —                                              | —                                                                       | —                               | [ 29 ] [ 30 ]              |
| 2015 | —                                                               | —                         | — | —                                                                                                   | Marco Polo Chosen season 3 | Joe Odagiri Wallace Chung Ariel Lin Chen Bolin | Hans Zhang Aaron Yan Ryunosuke Kamiki                                   | Lee Min-ho Choo Ja-hyun The One |                            |
| 2016 | Dramaworld                                                      | —                         | — | —                                                                                                   | —                          | —                                              | Anthony Wong Dennis Trillo Jasper Liu Rebecca Lim Mina Fujii Nhã Phương | —                               |                            |
| 2017 | Mozart in the Jungle Season 3                                   | —                         | — | —                                                                                                   | —                          | —                                              | Debbie Goh Hyunri Satyadeep Misra Sukollawat Kanarot Gabby Concepcion   | —                               |                            |
| 2024 | Bambaşka Biri                                                   |                           | | |                            |                                                |                                                                         |                                 |                            |

### Prêmio Especial
| Ano  | Categoria                                 | Destinatário                           | Ref.          |
| ---- | ----------------------------------------- | -------------------------------------- | ------------- |
| 2008 | Star Hall of Fame                         | Choi Bool-am                           | [ 31 ]        |
| 2009 | Star Hall of Fame                         | Choi Ji-woo                            | [ 31 ] [ 32 ] |
| 2015 | 10th Anniversary Hallyu Achievement Award | Lee Young-ae Lee Byung-hoon Lee Min-ho |               |
| 2015 | Special Invitation                        | Shinya Shokudō Season 3                |               |